# Noble patria, tu hermosa bandera
Noble patria, tu hermosa bandera (în spaniolă Nobilă patrie, frumosul tău drapel) este imnul național din Costa Rica.
Muzica a fost compusă în 1852 de Manuel María Gutiérrez Flores, care a dedicat partitura francezului Gabriel-Pierre Lafond. Melodia a fost creată pentru primirea delegaților din Marea Britanie și Statele Unite ale Americii.
Prima variantă a textului Imnului național din Costa Rica a fost opera poetului columbian José Manuel Lleras și a fost lansată în 1873. În decursul timpului, imnul a avut a multe texte, cel actual fiind scris de José María Zeledón Brenes, câștigător al unui concurs lansat în 1903 de guvernul condus de Ascensión Esquivel Ibarra, cu scopul de a reflecta mai profund ideea de a fi costarican.
A devenit imnul oficial al țării în 1949, sub guvernul condus de José Figueres Ferrer.

## Versuri
Noble patria, tu hermosa bandera 

expresión de tu vida nos da; 

bajo el límpido azul de tu cielo 

blanca y pura descansa la paz.
En la lucha tenaz, 

de fecunda labor 

que enrojece del hombre la faz, 

conquistaron tus hijos 

labriegos sencillos 

eterno prestigio, estima y honor.
¡Salve, o tierra gentil! 

¡Salve, o madre de amor! 

Cuando alguno pretenda 

tu gloria manchar, 

verás a tu pueblo valiente y viril, 

la tosca herramienta en arma trocar.
Salve oh Patria tu pródigo suelo, 

dulce abrigo y sustento nos da; 

bajo el límpido azul de tu cielo 

¡vivan siempre el trabajo y la paz!